# 马兰 (上萨瓦省)
马兰（法語：Marin，法語發音：[maʁɛ̃] ⓘ）是法国上萨瓦省的一个市镇，属于托农莱班区。

## 地理
马兰（46°22'35"N, 6°31'45"E）面积5.57 平方千米，位于法国奥弗涅-罗讷-阿尔卑斯大区上萨瓦省，该省份为法国东部省份，历史上为薩伏依的一部分，北与瑞士接壤，西接安省，南至萨瓦省，东与瑞士和意大利接壤。
与马兰接壤的市镇（或旧市镇、城区）包括：阿尔穆瓦、尚庞日、费泰尔讷、皮布利耶、托农莱班。

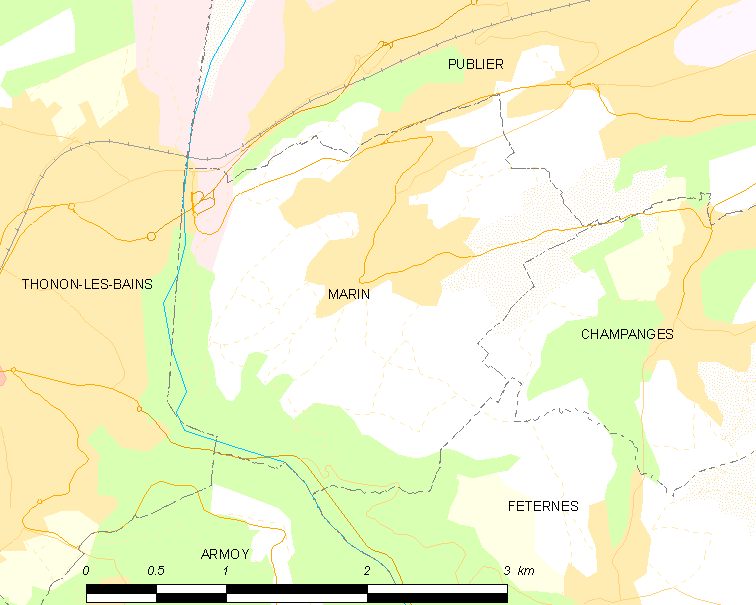
的OSM定位图

马兰的时区为UTC+01:00、UTC+02:00（夏令时）。

## 行政
马兰的邮政编码为74200，INSEE市镇编码为74166。

## 政治
马兰所属的省级选区为埃维昂莱班县。

## 人口

1962-2008年间人口变化图示

马兰于2022年1月1日时的人口数量为1921人。